# Фабрика Куроне
Фабрика Куроне (итал. Fabbrica Curone) је насеље у Италији у округу Алесандрија, региону Пијемонт.
Према процени из 2011. у насељу је живело 117 становника. Насеље се налази на надморској висини од 471 м.

## Становништво
| 1936. | 1951. | 1961. | 1971. | 1981. | 1991. | 2001. | 2011. |
| ----- | ----- | ----- | ----- | ----- | ----- | ----- | ----- |
| 2.585 | 2.147 | 1.827 | 1.424 | 1.126 | 952   | 838   | 695   |